# 8-й окремий гірсько-штурмовий батальйон (Україна)
8-й окремий гірсько-штурмовий батальйон (8 ОГШБ, в/ч А3029, пп В2235) — підрозділ у складі 10-ї окремої гірсько-штурмової бригади Збройних сил України. Створений у травні 2014 року як батальйон територіальної оборони під назвою «Поділля» з мешканців Чернівецької області, після загальновійськового переформування восени 2014 року став мотопіхотним.

## Історія

### Створення
Згідно з директивами й розпорядженнями Міністерства оборони України, Генерального штабу Збройних сил України та оперативного командування «Захід», на території Чернівецької області у травні 2014 року розпочалося формування Чернівецького батальйону територіальної оборони. Військовий комісар Чернівецької області полковник Віталій Чурай запевнив, що батальйон «буде виконувати завдання на території Чернівецької області виключно в інтересах області». Для укомплектування підрозділу матеріально-технічними засобами та військовим обмундируванням Чернівецька обласна рада виділила з обласного бюджету 950 тисяч гривень.
Штатна чисельність батальйонів територіальної оборони мирного часу була визначена в 426 військовослужбовців. Військові комісаріати Буковини завершили комплектування 8 БТрО з-поміж мобілізованих, які проходили службу у військкоматах області та військовозобов'язаних області на початку червня. Військове містечко для 8 БТрО обладнали в казармах 87-го окремого аеромобільного батальйону (військова частина А2582, Чернівці) 80-ї окремої аеромобільної бригади.
Після комплектування військовослужбовці підрозділу приступили до вивчення матеріально-технічної частини штатної стрілецької зброї, зайнялися вогневою та інженерною підготовкою. Бойове злагодження тривалістю до 10 днів, пройшли на полігоні. Паралельно з вишколом особовий склад батальйону виконував завдання з охорони стратегічних об'єктів інфраструктури Буковини. 20 червня в пресі з'явилося повідомлення, що голова Чернівецької обласної державної адміністрації Роман Ванзуряк домовився з в. о. Міністра оборони України Михайлом Ковалем про те, що особовий склад батальйону не буде залучатися до проведення заходів в рамках антитерористичної операції.

### Зона бойових дій
В кінці червня Генеральним штабом ЗСУ було прийнято рішення про відправлення батальйону в Запорізьку область до Бердянська для охорони кордону на узбережжі Азовського моря неподалік від зони АТО. На той час особовий склад, окрім касок 1946 — 49 років випуску, не мав жодного захисного спорядження. Дізнавшись про цей факт, родини солдатів організували пікети та блокування доріг. 200 бійців територіального батальйону відправились 2 липня до Бердянська, а 50 військовослужбовців — відмовилися їхати на південний кордон. Тим, хто відмовився, загрожувала кримінальна відповідальність. Зрештою, бронежилети стали закупатися на кошти громади. І як наслідок бронежилети закупили підроблені, які мали б стримувати кулю калібром 5,45 мм (АК-74), але пробивалися навіть з пістолета. Якийсь час у батальйоні не було якісних бронежилетів.

Восени 2014 року особовий склад 8-го батальйону територіальної оборони Чернівецької області продовжив нести бойову службу на блокпостах від Криму до Донецької області. Чернівчани, своєю чергою, продовжують опікати обласний батальйон і допомагають амуніцією, харчовими продуктами та предметами першої необхідності. Не дивлячись на труднощі його солдати розуміли важливість своєї місії, і як зазначив один з них:

### Переформатування у мотопіхотний
У листопаді 2014 року Чернівецький батальйон територіальної оборони був переформатований у 8-й окремий мотопіхотний батальйон. Батальйон увійшов до складу 24-ї окремої механізованої бригади, а пізніше до 10-ї окремої гірсько-штурмової бригади. Після цього батальйон продовжив дислокуватися у Запорізькій області та нести бойову службу в зоні проведення антитерористичної операції.

### Переформатування у гірсько-штурмовий
У лютому 2016 року було прийнято рішення щодо створення окремого гірсько-штурмового батальйону чисельністю 150 осіб на фондах військового містечка № 3  в Чернівцях (вул. М.Олімпіади, 6) та 8-го окремого мотопіхотного батальйону (в/ч пп В2235).
В березні 2018 року стало відомо, про передислокацію батальйону з с. Ценжів до Чернівців (Садгора).
24 серпня 2018 року на День Незалежності України, Президент Петро Порошенко вручив бойові прапори 8-му, 108-му, 109-му окремим гірсько-штурмовим батальйонам. Таким чином 10 окрема гірсько-штурмова бригада єдина в Збройних силах України, в якій всі окремі частини мають бойові прапори.

## Командування
- (2014) майор Микола Головатюк[24]
- (???) капітан Мороз М. М.[джерело?]
- (від 2016) підполковник Лисюк Дмитро Сергійович[25]
- підполковник Могульський Олег[26]

## Символіка
Крім загальнобригадної глави у вигляді тригір'я, на емблемі 8-го батальйону є зображення вовчої голови, що символізує мужність, відвагу, рішучість, вірність, а також дислокацію батальйону в Карпатському регіоні.

## Втрати
- солдат Вербицький Олексій Романович, водій, загинув 1 листопада 2014 року.
- солдат Бурлака Сергій Іванович, 7 вересня 2015, Біловодськ[28]
- солдат Паламарюк Василь Орестович, помер 22 вересня 2015 року[29].
- солдат Фурманюк Руслан Миколайович, командир відділення, помер 5 червня 2016 року.
- солдат Мочернюк Василь Іванович, водій-номер обслуги, помер 29 червня 2016 року[30].
- солдат Ротар Валерій Іванович, лінійний наглядач, загинув 5 липня 2016 року, Мар'їнка.
- солдат Потарайко Сергій Дмитрович «Мольфар», розвідник, загинув 15 липня 2016 року.
- старший солдат Доброшинський Ростислав Русланович «Добрий», командир бойової машини, загинув 1 серпня 2017 року, Новозванівка.
- старший солдат Дубей Іван Омелянович, 7 грудня 2017
- старший солдат Моспан Антон Юрійович, 15 жовтня 2018
- солдат Дарій Дмитро Кузьмович, 28 жовтня 2018[31]
- майор Кузнецов Валерій Вікторович, командир групи розвідки, 21 листопада 2018[32]
- старший солдат Крушельницький Остап Євстахович, 24 грудня 2018[33]
- солдат Данілейченко Сергій Павлович, 16 лютого 2019
- сержант Капустян Олексій Віталійович, 29 листопада 2019[34]
- старший солдат Сорочук Микола Васильович, 22 січня 2020
- лейтенант Маланчук Олександр Васильович, 31 березня 2020
- 7 травня 2022 - Столяр Едуард Едуардович, солдат [35]
- 11 травня 2023 - Михайло Івась, 21 рік. Солдат, водій гранатометного відділення взводу вогневої підтримки гірсько-штурмової роти. Загинув під час мінометного обстрілу  року в районі н.п. Білогорівка Бахмутського району Донецької області[36].
- 13 червня 2023  - Микола Миколів, 35 років. Солдат, стрілець-помічник гранатометника. Загинув біля н.п. Берестове  Бахмутського району Донецької області[37].
- 4 квітня 2024 - Кобильник Юрій Богданович, солдат
- 30 листопада 2024 - Косік Борис Васильович, 40 років. Навідник. Загинув під час виконання бойового завдання в районі села Новомлинськ Куп’янського району Харківської області[38].